# Calci
Calci, hay còn được viết là canxi, là một nguyên tố hóa học có ký hiệu Ca và số nguyên tử 20. Là một kim loại kiềm thổ, calci có độ phản ứng cao: nó tạo thành một lớp oxide-nitride màu trắng xám khi tiếp xúc với không khí. Các tính chất vật lý và hóa học của nó gần giống với các chất tương đồng nặng hơn như là stronti và bari. Nó là nguyên tố phổ biến thứ năm trên vỏ Trái Đất, và là kim loại phổ biến thứ ba chỉ sau sắt và nhôm. Hợp chất calci phổ biến nhất trên Trái Đất là calci carbonat, có trong đá vôi và tàn tích hóa thạch của sinh vật biển trong thời kỳ đầu; nguồn calci khác bao gồm thạch cao, anhydride, huỳnh thạch và apatit. Tên của nó bắt nguồn từ tiếng Latinh calx, nghĩa là vôi – một hợp chất của calci được điều chế bằng cách nung nóng đá vôi. Mặc dù một số hợp chất calci được biết đến từ thời xa xưa, nhưng đặc tính hóa học của chúng chưa được biết đến cho đến thế kỷ 17. Calci tinh khiết được Humphry Davy cô lập năm 1808 bằng phương pháp điện phân. Các hợp chất của calci được sử dụng phổ biến ở nhiều ngành công nghiệp: trong thực phẩm và dược phẩm với vai trò bổ sung calci, là chất tẩy trắng và làm trắng trong ngành công nghiệp giấy, là chất khử trùng nước uống, và là thành phần của quá trình sản xuất xà phòng kim loại. Mặt khác, calci kim loại có ít ứng dụng hơn do tính phản ứng cao của nó. Tuy nhiên, với số lượng nhỏ, nó thường được sử dụng làm thành phần hợp kim trong sản xuất thép, và đôi khi hợp kim calci-chì được sử dụng trong việc sản xuất ắc quy.
Calci là kim loại phổ biến nhất và là nguyên tố phổ biến thứ năm trong cơ thể. Là một khoáng chất chính trong việc tạo xương, răng và vỏ sò, calci là kim loại phổ biến nhất về khối lượng có trong nhiều loài động vật. Ion Ca2+ đóng vai trò là một chất điện giải rất quan trọng đối với quá trình sinh lý và sinh hóa của cơ thể và tế bào: nó đóng vai trò là chất truyền tin thứ hai trong các con đường truyền tín hiệu; trong việc giải phóng chất dẫn truyền thần kinh từ neuron; trong sự co rút của tất cả các loại tế bào cơ; và là cofactor cho nhiều loại enzyme khác nhau.

## Đặc tính

### Phân loại
Calci là một kim loại màu bạc rất dẻo (đôi khi được mô tả là có màu vàng nhạt) có tính chất rất giống với các nguyên tố nặng hơn trong nhóm của nó: stronti, bari và radi. Một nguyên tử calci có 20 electron, cấu hình electron [Ar]4s2. Giống như các nguyên tố nhóm 2 của bảng tuần hoàn, calci có hai electron hóa trị ở orbital s ngoài cùng, nên rất dễ tách ra trong các phản ứng hóa học để tạo thành ion Ca2+ có cấu hình electron ổn định của khí hiếm, trong trường hợp này là argon.
Do đó, trong các hợp chất chứa calci, thường là hợp chất ion, calci hầu như luôn có hóa trị II. Muối hóa trị I (MX) giả định của calci sẽ ổn định đối với các nguyên tố cấu thành chúng, nhưng những chất đó sẽ tự oxy hóa khử thành muối hóa trị II và kim loại calci, vì enthalpy tạo thành của muối MX2 có giá trị âm lớn hơn so với giá trị của muối MX giả định. Điều này xảy ra vì năng lượng mạng lưới tinh thể lớn hơn nhiều do cation Ca2+ tích điện dương lớn hơn cation Ca+ giả định.
Calci, stronti, bari và radi được coi là thuộc nhóm kim loại kiềm thổ; beryli và magnesi nhẹ hơn, nằm trong nhóm 2 của bảng tuần hoàn, cũng được xếp vào nhóm kim loại này. Tuy nhiên, beryli và magnesi có sự khác biệt đáng kể so với các nguyên tố khác trong nhóm về tính chất vật lý và hóa học: chúng giống nhôm và kẽm hơn và có một số đặc tính kim loại yếu hơn so với các kim loại hậu chuyển tiếp. Vì tính chất như vậy mà beryli và magnesi không phù hợp với định nghĩa truyền thống của "kim loại kiềm thổ".

### Tính chất vật lý
Calci có nhiệt độ nóng cháy là 842 °C và nhiệt độ sôi là 1494 °C; cao hơn magnesi và stronti (hai kim loại kiềm thổ ở vị trí trên và dưới calci trong bảng tuần hoàn). Calci có hai thù hình: lập phương tâm mặt và lập phương tâm khối ở nhiệt độ 443 °C trở lên. Calci có tỉ trọng 1,526 g/cm³, là kim loại kiềm thổ nhẹ nhất; hai kim loại magnesi (1,74 g/cm³) và beryli (1,84 g/cm³) nặng calci hơn mặc dù chúng có số khối nhỏ hơn. Kể từ stronti trở đi, các kim loại kiềm thổ có tỷ trọng tăng theo số khối.
Calci cứng hơn chì nhưng vẫn có thể cắt được bằng dao. Mặc dù calci dẫn điện kém hơn đồng và nhôm tính theo thể tích nhưng nó lại là chất dẫn điện tốt hơn về khối lượng so với cả đồng và nhôm do calci có khối lượng riêng thấp hơn. Trong thực tế calci ít khi được sử dụng do nó rất dễ phản ứng với không khí, tuy nhiên calci được nghiên cứu làm chất dẫn điện ngoài không gian.

### Tính chất hóa học

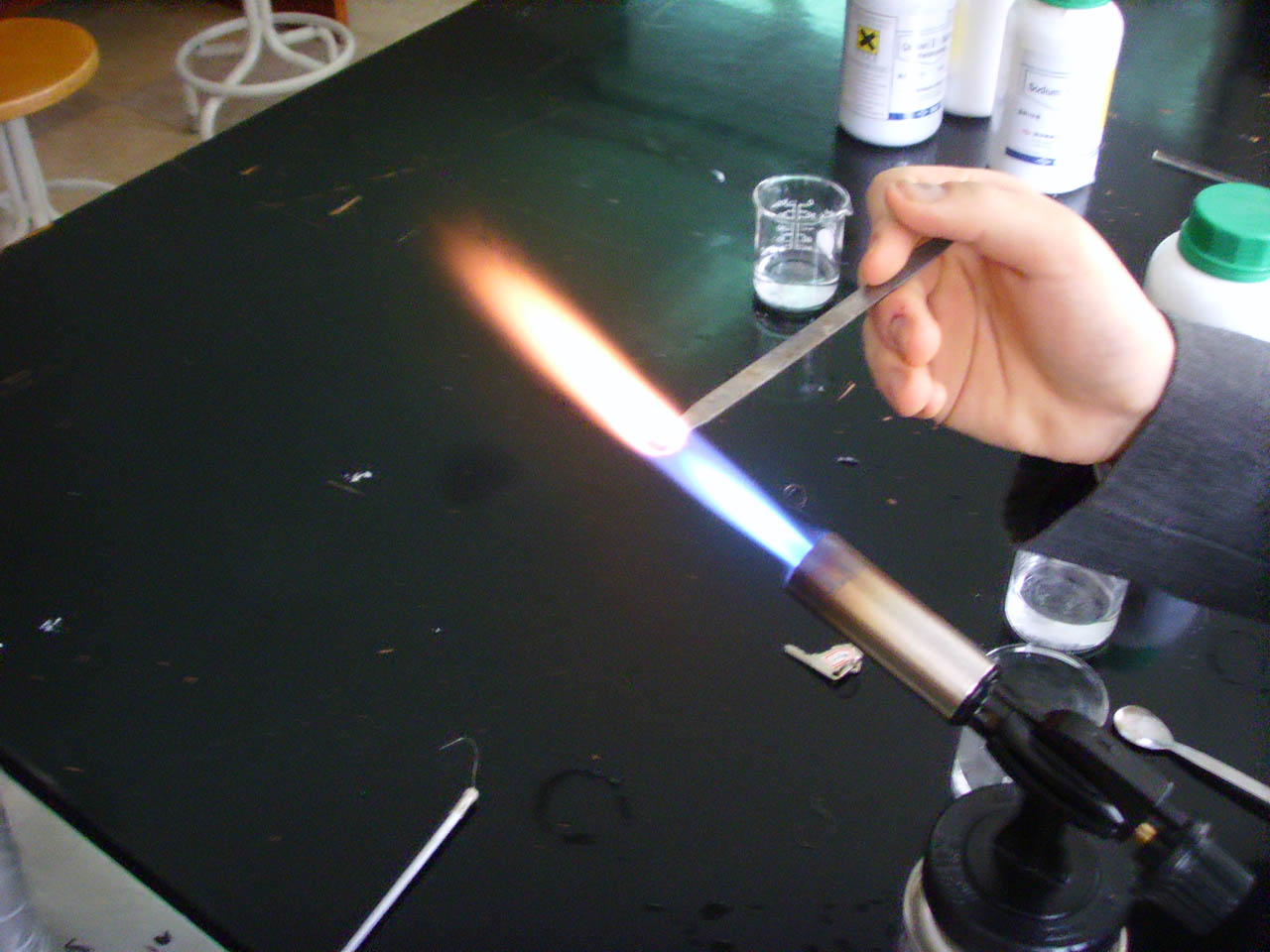
Kiểm tra màu ngọn lửa. Màu đỏ gạch bắt nguồn từ calci.

Tính chất hóa học của calci tương tự với các kim loại tiềm thổ nặng khác. Ví dụ, calci phản ứng với nước nhanh hơn magnesi và chậm hơn stronti, tạo thành calci hydroxide và khí hydro. Kim loại calci phản ứng với nước tạo khí hydro với tốc độ nhanh đến mức có thể nhận biết được, nhưng không đủ nhanh ở nhiệt độ phòng để tạo ra nhiều nhiệt, do vậy nên nó rất hữu ích trong việc sản xuất hydro ở số lượng nhỏ. Nó cũng phản ứng với oxy và nitơ trong không khí, tạo thành calci oxide và calci nitride. Ion calci khi cháy có màu cam-đỏ. Ở dạng bột, kim loại calci cháy trong không khí ở nhiệt độ cao và tạo ra muối nitride. Calci dạng khối có tính phản ứng kém hơn: nó nhanh chóng tạo thành lớp phủ hydrat hóa trong không khí ẩm, nhưng nếu độ ẩm tương đối dưới 30%, thì có thể bảo quản calci ở nhiệt độ phòng trong thời gian dài.
Ngoài oxide CaO, calci peroxide CaO
2 có thể điều chế bằng cách oxy hóa calci dưới oxy áp lực cao. Có bằng chứng cho thấy sự tồn tại của superoxide Ca(O
2)
2. Calci hydroxide Ca(OH)
2 là một chất kiềm mạnh, nhưng không mạnh bằng hydroxide của stronti, bari hay là các kim loại kiềm khác. Toàn bộ 4 muối halogen của calci đã được biết đến. Calci carbonat (CaCO
3) và calci sulfat (CaSO
4) là những khoáng chát phổ biến trên Trái Đất. Giống hnư stronti, bari, các kim loại kiềm và kim loại họ Lanthan hóa trị như europi và yterbi, calci kim loại tan trong amonia lỏng và tạo một dung dịch màu xanh lam thẫm.

Cấu trúc của trung tâm polymer [Ca(H2O)6]2+ trong calci chloride ngậm nước, minh họa cho số phối trí cao của phức calci.

Do ion calci (Ca2+) có kích thước lớn, ion có thể có số phối trí cao, lên tới 24 (ví dụ: CaZn
13). Các phức chelat chứa oxy như EDTA và polyphosphat dễ dàng tạo phức với calci, rất hữu ích trong hóa phân tích và quy trình loại bỏ các ion calci làm mềm nước cứng. Trong trường hợp không có án ngữ không gian (trở ngại lập thể), các cation nhóm 2 nhỏ hơn có xu hướng hình thành các phức chất mạnh hơn, nhưng khi có phối tử là hợp chất vòng đa cạnh có dung lượng phối trí lớn (large polydentate macrocycle) tham gia thì xu hướng nay bị đảo ngược.
Calci nằm trong cùng nhóm với magnesi. Mặc dù hợp chất cơ-magnesi có ứng dụng nhiều trong tổng hợp hữu cơ, tuy nhiên hợp chất cơ-calci thì không như vậy do khó tổng hợp và là hợp chất rất hoạt động hóa học, tuy vậy đã nghiên cứu cho rằng đây là chất xúc tác tiềm năng. Các hợp chất cơ-calci có đặc tính tương tự các hợp chất cơ-yterbi do bán kính ion của Yb2+ (102 picomet) gần giống Ca2+ (100 picomet).
Đa số các hợp chất này chỉ có thể được điều chế ở nhiệt độ thấp; phối tử cồng kềnh thường thiên về sự ổn định. Ví dụ, để điều chế calci dicyclopentadienyl, Ca(C
5H
5)
2, cần phải cho kim loại calci phản ứng trực tiếp với chính mercurocen hoặc cyclopentadien; mặt khác, việc thay thế phối tử C
5H
5 bằng phối tử C
5(CH
3)
5 cồng kềnh hơn sẽ làm tăng độ hòa tan, độ bay hơi và độ ổn định động học của hợp chất.

### Đồng vị
Calci tự nhiên có 5 đồng vị ổn định (40
Ca, 42
Ca, 43
Ca, 44
Ca, 46
Ca). Đồng vị 48
Ca có chu kỳ bán rã lâu đến nỗi được coi là đồng vị bền trong thực tế (48
Ca có chu kỳ bán rã khoảng 4,3 × 1019 năm). Như vậy, calci là nguyên tố đầu tiên (nhẹ nhất) có 6 đồng vị trong tự nhiên.
Cho đến nay đồng vị calci phổ biến nhất trong tự nhiên là 40
Ca, chiếm 96,941% lượng calci tự nhiên. Nó được tạo ra trong quá trình đốt cháy silic từ phản ứng tổng hợp các hạt alpha và là hạt nhân ổn định nặng nhất với số proton và neutron bằng nhau. 40
K nguyên thủy phân rã tạo thành 40
Ca. Thêm một hạt alpha nữa, tạo ra 44
Ti không ổn định, kế sau đó phân rã qua hai lần bắt giữ electron liên tiếp thành 44
Ca ổn định; đồng vị này chiếm 2,806% tổng lượng calci tự nhiên và là đồng vị phổ biến thứ hai.
Bốn đồng vị tự nhiên còn lại là 42
Ca, 43
Ca, 46
Ca, 48
Ca ít gặp hơn hẳn, mỗi đồng vị chỉ chiếm dưới 1% lượng calci tự nhiên. Bốn đồng vị nhẹ chủ yếu là sản phẩm của quá trình đốt cháy oxy và đốt silic, còn hai đồng vị nặng hơn được tạo ra thông qua quá trình bắt giữ neutron. 46
Ca phần lớn được tạo ra trong quá trình s "nóng", vì sự hình thành của đồng vị này đòi hỏi dòng neutron cao để cho phép đồng vị có tuổi thọ ngắn là 45
Ca bắt giữ neutron. 48
Ca được tạo ra bằng cách bắt electron trong quá trình r ở siêu tân tinh loại Ia, trong đó lượng neutron dư thừa cao và entropy đủ thấp đảm bảo sự tồn tại của đồng vị.
46
Ca và 48
Ca là những hạt nhân "ổn định kinh điển" đầu tiên có lượng neutron "dư thừa" lần lượt là 6 và 8. Mặc dù chứa rất nhiều neutron cho một nguyên tố nhẹ, nhưng 48
Ca lại rất ổn định bởi nó có tính hai-lần số Magic: nó có 20 proton và 28 neutron. Quá trình phân rã beta của 48
Ca thành 48
Sc bị cản trở do spin hạt nhân của hai đồng vị này hoàn toàn không khớp nhau: 48
Ca có spin bằng 0, trong khi 48
Sc có spin 6+, nên quá trình phân rã không xảy ra bởi tính bảo toàn mô men động lượng. Trong khi hai trạng thái kích thích của 48
Sc mặc dù có thể phân rã nhưng cũng không xảy ra do có spin cao. Kết quả là khi 48
Ca phân rã, nó phân rã beta kép thành 48
Ti, và là hạt nhân trải qua quá trình phân rã beta kép nhẹ nhất được biết đến.
Theo lý thuyết, 46

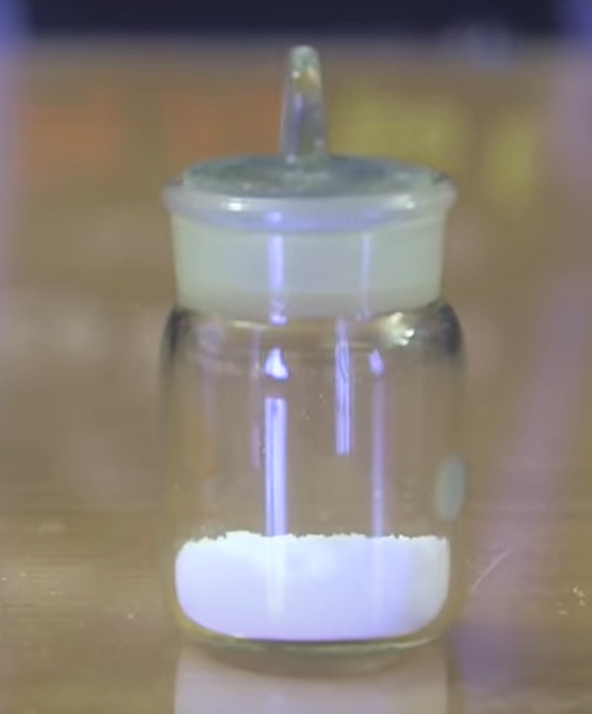
Khoảng 2 gam calci-48 carbonat trị giá 500.000 USD, do The Joint Institute for Nuclear Research điều chế.

Ca có thể trải qua quá trình phân rã beta kép thành 46
Ti, nhưng chưa bao giờ quan sát thấy quá trình này trong thực tế. Hạt nhân của đồng vị 40
Ca có tính hai-lần số Magic và có thể trải qua quá trình bắt giữ electron kép thành 40
Ar, nhưng quá trình này cũng chưa bao giờ thấy trên thực tế. Calci là nguyên tố duy nhất có hai hạt nhân có tính hai-lần số Magic nguyên thủy. Giới hạn dưới thực nghiệm cho chu kỳ bán rã của 40
Ca và 46
Ca lần lượt là 5,9 × 1021 năm và 2,8 × 1015 năm.
Ngoài đồng vị "ổn định" 48
Ca, đồng vị phóng xạ có tuổi thọ cao nhất là 41
Ca. Nó phân rã bằng cách bắt electron tạo thành đồng vị ổn định 41
K với chu kỳ bán rã khoảng 105 năm. Sự tồn tại của nó trong Hệ Mặt Trời sơ khai dưới dạng một hạt nhân phóng xạ đã tuyệt chủng đã được suy ra từ 41
K: dấu vết của 41
Ca vẫn còn tồn tại cho đến ngày nay, bởi nó là một hạt nhân phóng xạ vũ trụ, được tạo ra liên tục thông qua quá trình kích hoạt neutron của 40
Ca tự nhiên.
Nhiều đồng vị phóng xạ calci khác đã được biết đến, từ 35
Ca cho đến 60
Ca. Các đồng vị này đều tồn tại trong thời gian ngắn hơn nhiều so với 41
Ca, với đồng vị ổn định nhất là 45
Ca (chu kỳ bán rã 163 ngày) và 47
Ca (chu kỳ bán rã 4,54 ngày). Các đồng vị nhẹ hơn 42
Ca thường trải qua quá trình phân rã beta cộng thành đồng vị của kali, và những đồng vị nặng hơn 44
Ca thường trải qua quá trình phân rã beta trừ thành đồng vị scandi, mặc dù khi đến gần các đường rò rỉ hạt nhân, sự phát xạ proton và phát xạ neutron dần trở thành quá trình phân rã nổi bật.
Giống các nguyên tố khác, nhiều quá trình khác nhau làm thay đổi hàm lượng tương đối của các đồng vị calci. Nghiên cứu tốt nhất về các quá trình này là sự phân đoạn phụ thuộc vào khối lượng của các đồng vị calci kèm theo sự kết tủa của các khoáng chất chứa calci như calcit, aragonit và apatit từ dung dịch. Các đồng vị nhẹ hơn được ưu tiên kết hợp với các khoáng chất này, từ đó làm giàu dung dịch xung quanh bằng các đồng vị nặng hơn ở mức khoảng 0,025% trên mỗi đơn vị khối lượng nguyên tử (amu) ở nhiệt độ phòng. Sự khác biệt liên quan đến khối lượng trong thành phần đồng vị calci thường được biểu thị bằng tỷ lệ của hai đồng vị (thường là 44
Ca/40
Ca) trong một mẫu so với tỷ lệ tương đương trong chất liệu tham chiếu tiêu chuẩn. 44
Ca/40
Ca chênh lệch khoảng 1–2‰ giữa các sinh vật trên Trái Đất.

## Lịch sử
Các hợp chất calci được biết đến từ thời xa xưa, mặc dù vậy đến thế kỷ 17 mới bắt đầu làm rõ về thành phần hóa học. Vôi ở dạng vật liệu xây dựng và thạch cao tạc tượng đã được sử dụng từ thời tiền sử, từ khoảng 7000 TCN. Lò vôi được định tuổi đầu tiên có niên đại 2500 TCN và tìm thấy ở Khafajah thuộc Lưỡng Hà.
Trong cùng khoảng thời gian đó, thạch cao khô (CaSO
4·2H2O) được sử dụng để xây Kim tự tháp Giza. Chất liệu này về sau được sử dụng làm thạch cao trong lăng mộ của Tutankhamun. Calci đã được biết từ rất sớm vào thế kỷ I khi người La Mã cổ đại điều chế vôi ở dạng calci oxide bằng cách nung nóng đá vôi (CaCO
3). Tên gọi "calcium" bắt nguồn từ từ calx trong tiếng Latinh, nghĩa là "vôi".
Vitruvius – kiến trúc sư người La Mã – thấy rằng sản phẩm vôi sau khi được nung nóng nhẹ hơn đá vôi lúc ban đầu, cho rằng điều này là do việc nung nóng đã loại bỏ nước trong đá vôi. Vào năm 1755, Joseph Black đã chứng minh rằng hiện tượng này là do mất đi khí carbon dioxide, một hợp chất mà người La Mã cổ đại chưa biết đến.
Vào năm 1789, Antoine Lavoisier nghi ngờ rằng vôi có thể là oxide của một nguyên tố hóa học cơ bản. Trong bảng các nguyên tố của mình, Lavoisier đã liệt kê năm loại quặng có thể phản ứng với acid để tạo ra muối (gọi là đất có khả năng muối hóa): chaux (calci oxide), magie (magnesia, magnesi oxide), baryte (bari sulfat), alumin (alumina, nhôm oxit) và silica (silica, silicon dioxide). Về những "nguyên tố" này, Lavoisier lý luận rằng:
Có lẽ chúng ta chỉ mới biết đến một số các hợp chất kim loại tồn tại trong tự nhiên, vì tất cả những chất có ái lực với oxy cao hơn carbon, cho đến nay đều không có khả năng bị khử thành kim loại, và do đó, chúng ta chỉ thấy chúng dưới dạng oxide, bị nhầm lẫn với đất. Rất có thể các baryte mà chúng ta vừa phân loại là đất đang ở trong tình huống này; vì trong nhiều thí nghiệm, nó thể hiện những đặc tính gần giống với đặc tính của kim loại. Thậm chí có khả năng là tất cả các chất mà chúng ta gọi là đất có thể chỉ là các oxide kim loại, không thể khử được bằng bất kỳ quá trình nào đã biết tại thời điểm này.

Calci không được tách biệt mãi cho đến năm 1808 khi Sir Humphry Davy điện phân một hỗn hợp gồm vôi và thủy ngân(II) oxide trên một tấm platin đóng vai trò là anode, còn cathode thì là một sợi dây platin chìm một phần trong thủy ngân. Quá trình điện phân tạo ra hỗn hống calci-thủy ngân; calci có thể được tách ra khỏi hỗn hống bằng cách chưng cất loại bỏ thủy ngân. Mặc dù vậy, calci tinh khiết không thể được điều chế với số lượng lớn bằng phương pháp này, và một quy trình sản xuất thương mại chỉ được khám phá sau hơn một thế kỷ.

## Sự phổ biến và sản xuất

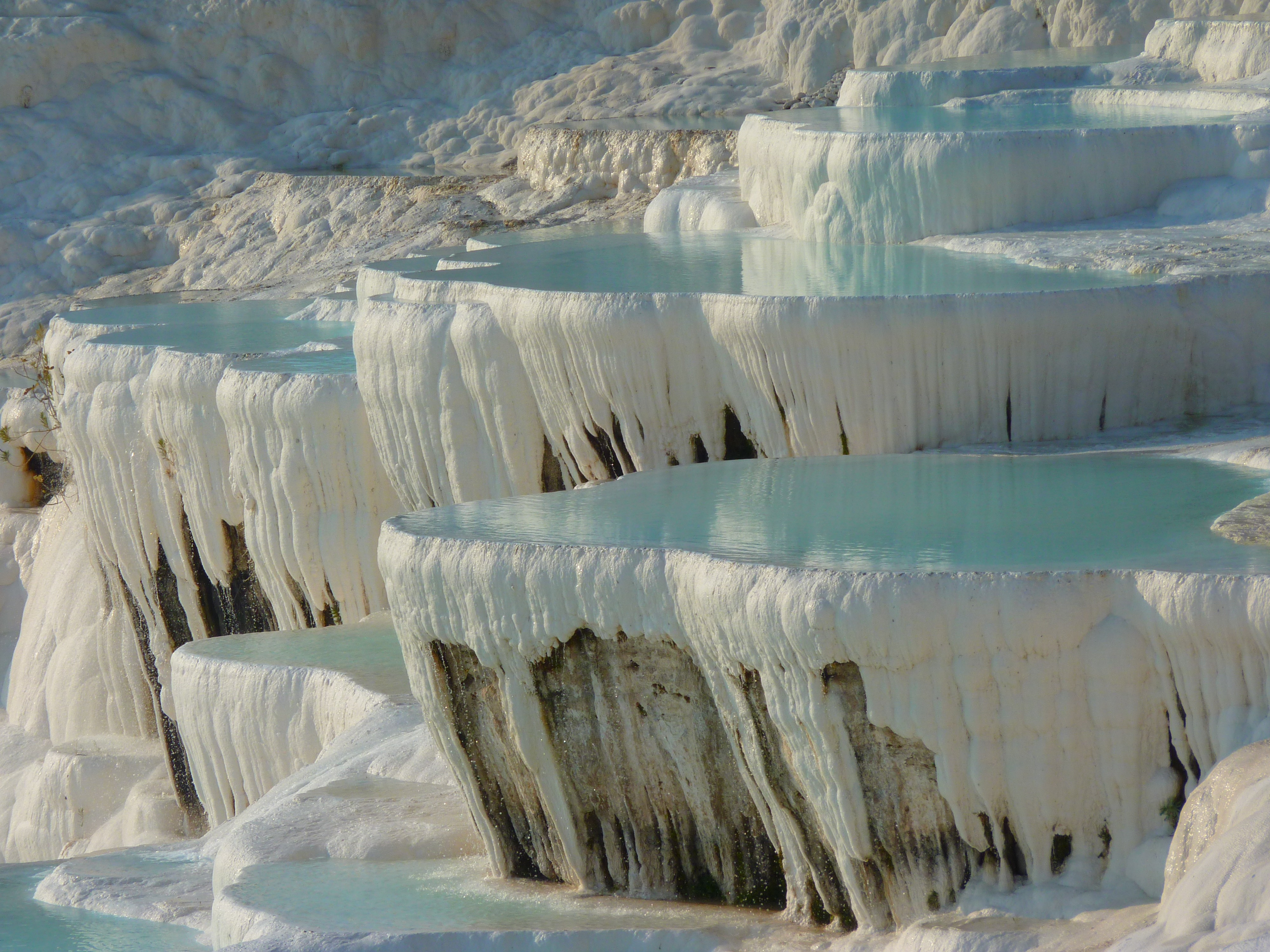
Ruộng bậc thang đá vôi ở Pamukkale, Thổ Nhĩ Kỳ.

Calci là nguyên tố phổ biến thứ năm trên vỏ Trái Đất (chiếm khoảng 4,66% theo khối lượng), và là kim loại phổ biến thứ ba đằng sau nhôm và sắt. Nó cũng là nguyên tố phổ biến thứ tư ở những vùng cao nguyên mặt trăng. Đá trầm tích chứa calci carbonat chiếm phần lớn bề mặt Trái Đất dưới dạng tàn tích hóa thạch của sinh vật biển trong quá khứ; chúng xuất hiện dưới hai dạng: calcit hình mặt thoi (phổ biến hơn) và aragonit hình trực thoi (hình thành ở các vùng biển ôn đới hơn). Khoáng sản thuộc loại thứ nhất bao gồm đá vôi, dolomit, đá cẩm thạch, đá phấn và đá băng; các tầng aragonit tạo nên lưu vực của quần đảo Bahamas, Florida Keys và Biển Đỏ. San hô, vỏ sò, và ngọc trai chủ yếu được tạo thành từ calci carbonat. Một số khoáng chất quan trọng khác của calci bao gồm thạch cao (CaSO
4·2H2O), anhydrit (CaSO
4), fluorit (CaF
2) và apatit ([Ca
5(PO
4)
3X], với X là OH, Cl, hoặc F).
Các quốc gia sản xuất calci chính là Trung Quốc (khoảng 10000 đến 12000 tấn mỗi năm), Nga (khoảng 6000 đến 8000 tấn mỗi năm) và Hoa Kỳ (khoảng 2000 đến 4000 tấn mỗi năm). Canada và Pháp cũng là một trong số các nước sản xuất calci. Năm 2005, khoảng 24.000 tấn calci đã được sản xuất; khoảng một nửa lượng calci được chiết xuất trên thế giới được Hoa Kỳ sử dụng, với khoảng 80% sản lượng đầu ra được sử dụng hàng năm.
Tại Nga và Trung Quốc, phương pháp điện phân của Humphry Davy vẫn được sử dụng nhưng được dùng cho calci chloride nóng chảy. Vì calci ít phản ứng hơn stronti hoặc bari nên lớp phủ oxide-nitride tạo ra từ việc tiếp xúc với không khí ổn định; từ đó việc gia công bằng máy tiện cũng như các kỹ thuật luyện kim tiêu chuẩn khác đều có thể áp dụng với calci. Tại Hoa Kỳ và Canada, calci được sản xuất bằng cách khử vôi bằng nhôm ở nhiệt độ cao.

### Chu trình địa hóa

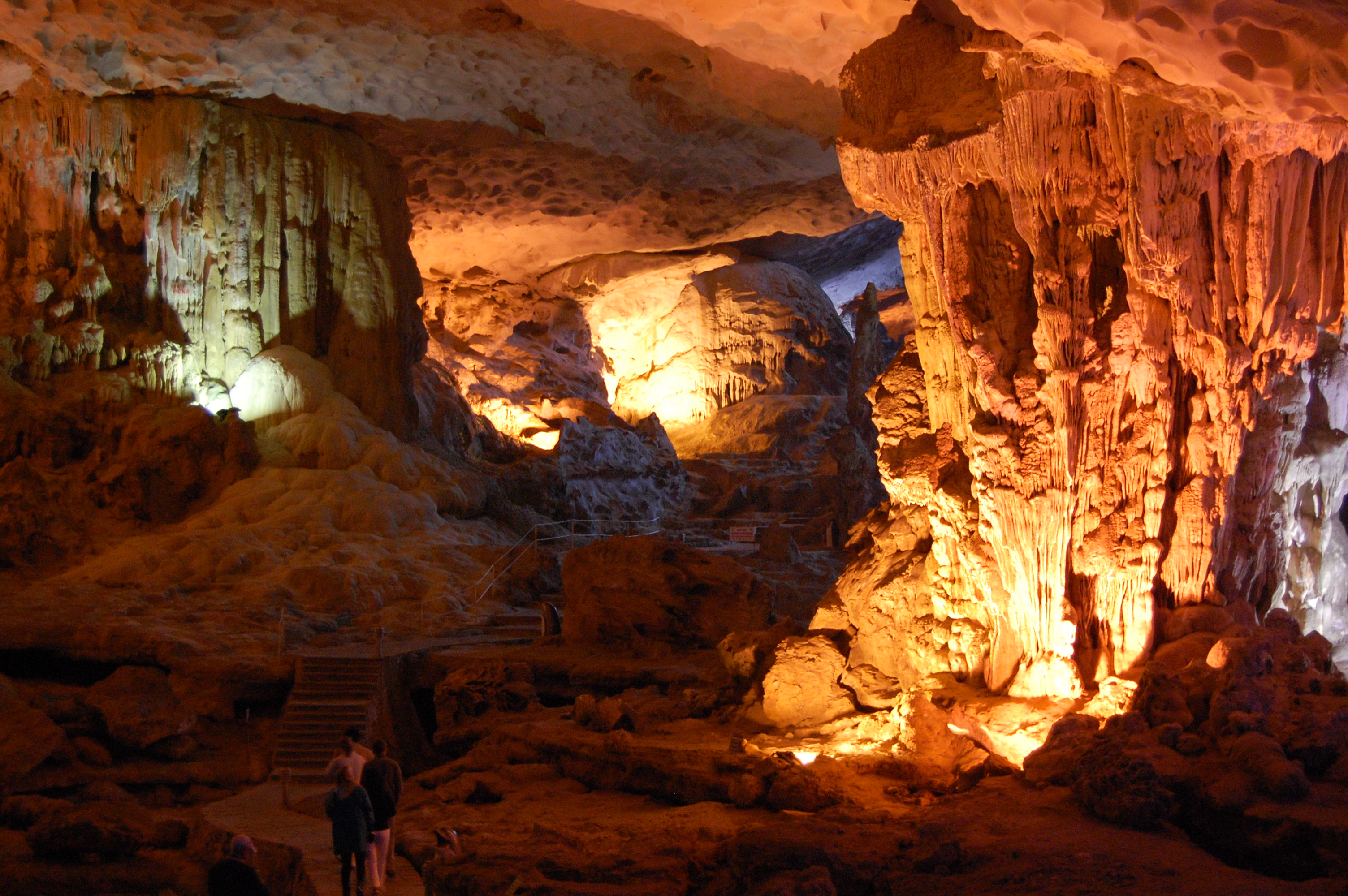
Nhũ thạch trong hang Sửng Sốt, Việt Nam.

Chu trình calci thể hiện liên kết giữa kiến tạo, khí hậu và chu trình carbon. Theo cách hiểu đơn giản nhất, quá trình hình thành núi khiến các loại đá chứa calci như bazan và granodiorit bị phong hóa hóa học, từ đó giải phóng ion Ca2+ vào nước bề mặt. Những ion này được vận chuyển tới đại dương nơi nó hấp thụ CO
2 tạo thành đá vôi (CaCO
3). Lượng đá vôi này lắng xuống đáy biển và kết hơp thành những viên đá mới. CO
2 hòa tan, ion carbonat và bicarbonat được gọi là "carbon vô cơ hòa tan".
Trên thực tế, phản ứng phức tạp hơn và liên quan đến sự hình thành ion bicarbonat (HCO−
3) khi CO
2 tác dụng với nước ở độ pH của biển: Ca2+ + 2HCO−
3  →  CaCO
3↓ + CO
2 + H
2O
Ở độ pH của nước biển, phần lớn khí CO
2 ngay lập tức được chuyển hóa thành HCO−
3. Phản ứng này dẫn đến sự vận chuyển ròng một phân tử CO
2 từ đại dương/khí quyển vào thạch quyển. Kết quả là mỗi ion Ca2+ được giải phóng bởi quá trình phong hóa hóa học sẽ loại bỏ một phân tử CO
2 khỏi bề mặt (khí quyển, đại dương, đất và sinh vật sống), lưu trữ nó trong đá carbonat trong hàng trăm triệu năm. Do đó, quá trình phong hóa calci từ đá sẽ giải phóng CO
2 từ đại dương và khí quyển, từ đó gây ảnh hưởng lâu dài đến khí hậu.

## Ứng dụng
Ứng dụng phổ biến nhất của calci kim loại nằm trong việc sản xuất thép, do tính ái lực cao của nó đối với oxy và lưu huỳnh. Các oxide và sulfide của nó, sau khi được hình thành, sẽ tạo ra các tạp chất aluminat vôi và sunfide lỏng trong thép và nổi lên. Trong quá trình xử lý, các tạp chất này được thu nhỏ và phân tán khắp bề mặt của thép, từ đó cải thiện khả năng đúc, độ sạch và các tính chất cơ học nói chung của thép. Calci cũng được sử dụng trong ắc quy ô tô không cần bảo trì, trong đó việc thay hợp kim antimon-chì thường dùng bằng hợp kim 0,1% calci-chì sẽ làm giảm tỉ lệ mất nước và khả năng tự xả điện của ắc quy. 
Do nguy cơ giãn nở và nứt, nhôm đôi khi sẽ được kết hợp với những hợp kim này. Hợp kim calci-chì cũng được sử dụng để thay thế hợp kim chì-antimon. Calci cũng được sử dụng để gia cố hợp kim nhôm dùng trong ổ trục, kiểm soát than chì trong gang và để loại bỏ tạp chất bismuth khỏi chì. Calci kim loại được phát hiện trong một số loại chất thông cống, nơi nó đóng vai là chất tỏa nhiệt và calci hydroxide giúp xà phòng hóa chất béo và hóa lỏng các protein trong tóc gây ra tắc cống.
Ngoài luyện kim, calci còn được sử dụng để loại bỏ nitơ khỏi argon tinh khiết và là chất khử trong việc điều chế các kim loại khác như chromi, urani, zirconi, hay thori. Nó cũng được sử dụng để lưu trữ khí hidro, do calci hydride (CaH
2),sản phẩm của phản ứng giữa calci và hidro, có thể giải phóng hidro một cách dễ dàng.
Việc phân đoạn đồng vị calci trong quá trình hình thành khoáng chất đã dẫn đến một số ứng dụng của các đồng vị calci. Cụ thể hơn, quan sát năm 1997 của Skulan và DePaolo rằng các khoáng chất calci nhẹ hơn về mặt đồng vị so với các dung dịch mà các khoáng chất kết là cơ sở cho các ứng dụng tương tự trong y học và cổ đại dương học. Ở loài động vật có bộ xương được khoáng hóa bằng calci, thành phần đồng vị calci của các mô mềm phản ánh tốc độ hình thành và hòa tan tương đối của khoáng chất trong xương.
Ở người, thành phần đồng vị calci thay đổi trong nước tiểu đã được chứng minh là có liên quan đến sự thay đổi cân bằng khoáng chất của xương. Tốc độ tạo xương lớn hơn tốc độ hủy xương dẫn đến tăng tỷ lệ 44
Ca/40
Ca ở mô mềm và ngược lại. Do mối liên quan này, việc đo đồng vị calci trong nước tiểu hoặc máu có thể hữu ích trong việc phát hiện sớm các bệnh về chuyển hóa xương như loãng xương.
Một hệ thống tương tự tồn tại trong nước biển, trong đó tỉ lệ 44
Ca/40
Ca có xu hướng tăng lên khi tốc độ loại bỏ ion Ca2+ qua việc kết tủa khoáng chất lớn hơn lượng calci mới đưa vào đại dương. Năm 1997, Skulan và DePaolo đưa ra bằng chứng đầu tiên về sự thay đổi của 44
Ca/40
Ca trong nước biển theo thời gian địa chất, cùng với lời giải thích mang tính lý thuyết về những thay đổi này. Nhiều bài báo gần đây đã khẳng định quan sát này, chứng minh rằng nồng độ Ca2+ trong nước biển không cố định và đại dương không bao giờ ở "trạng thái ổn định" đối với lượng calci đầu vào và đầu ra. Điều này có ý nghĩa quan trọng về khí hậu, vì chu trình calci ở biển gắn liền với chu trình carbon.
Nhiều hợp chất calci được sử dụng trong dược phẩm, y học và trong những lĩnh vực khác. Calci và phosphor được bổ sung trong thực phẩm thông qua việc thêm calci lactat, calci diphosphat và tricalci phosphat. Tricalci phosphat cũng được sử dụng làm chất đánh bóng trong kem đánh răng và thuốc trung hòa acid. Calci lactobionat là một loại bột màu trắng được sử dụng làm chất tạo hỗn dịch cho dược phẩm. Trong nấu nướng, calci phosphat được sử dụng làm chất tạo men. Trong công nghiệp giấy và khủ trùng, calci carbonat dạng kết tủa đóng vai trò là chất làm trắng giấy, calci sulfit được sử dụng làm chát tẩy trắng trong sản xuất giấy và là chất khử trùng, còn calci hypochlorit được sử dụng để khử trùng hồ bơi và nước uống. Calci silicat được sử dụng để gia cố cao su và calci acetat là thành phần của nhựa thông vôi và được sử dụng để sản xuất xà phòng kim loại và nhựa tổng hợp.
Calci nằm trong Danh sách thuốc thiết yếu của Tổ chức Y tế Thế giới.

## Calci trong thực phẩm

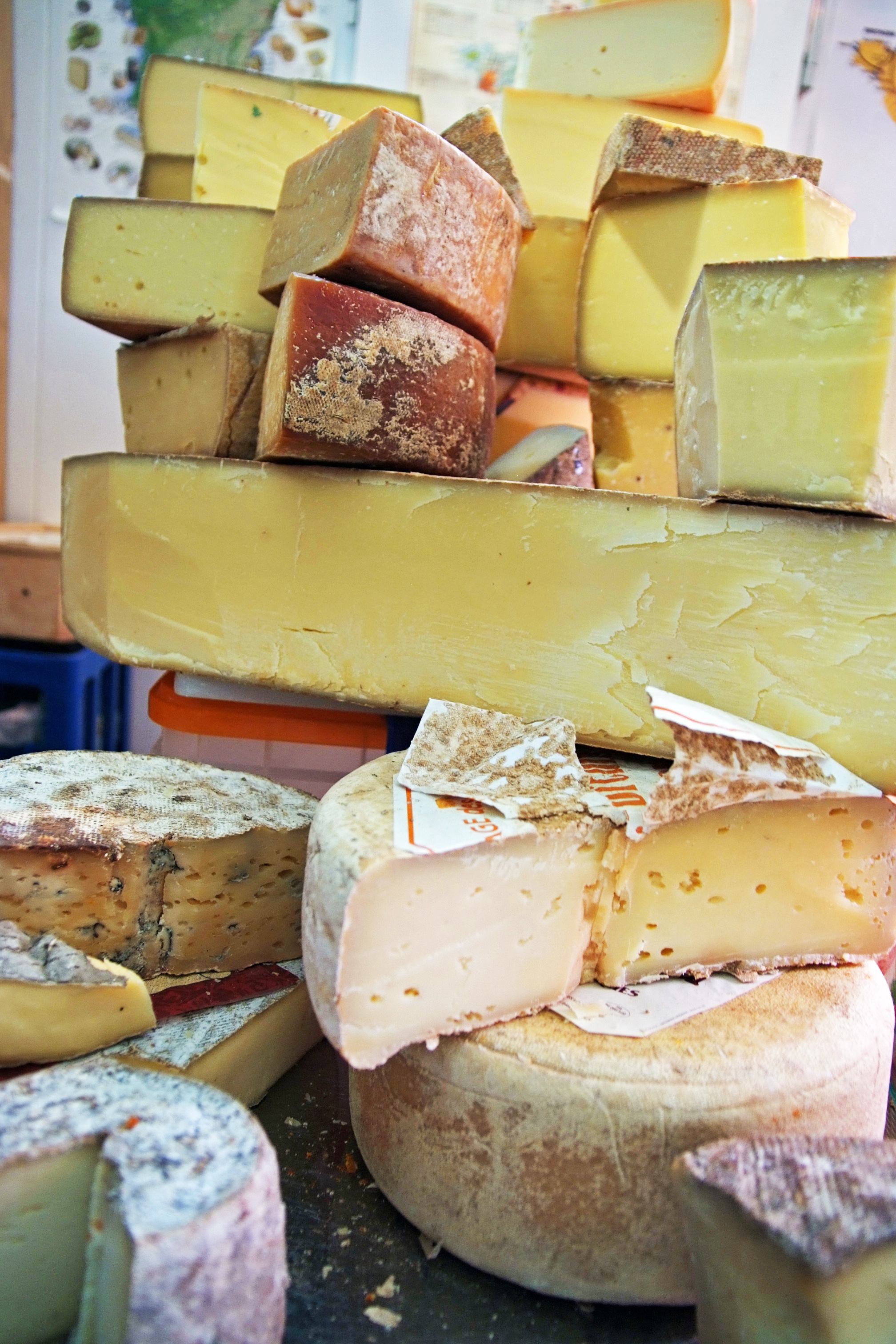
Phô mai là một trong những thực phẩm giàu calci.

Một số thực phẩm giàu calci bao gồm sữa và các sản phẩm từ sữa như phô mai và sữa chua, rau có màu xanh thẫm, sản phẩm từ đậu như đậu hũ, cá có thể ăn được cả xương và ngũ cốc ăn liền tăng cường calci.
Do những lo ngại về tác dụng phụ khi tiêu thụ quá nhiều calci, bao gồm vôi hóa động mạch và sỏi thận, các tổ chức chính phủ như Cơ quan An toàn thực phẩm Châu Âu (EFSA) và phi chính phủ như Viện Y học Hoa Kỳ (IoM) đã đặt giới hạn tiêu thụ tối đa (UL). Tại Việt Nam, theo khuyến nghị của Bộ Y tế và Viện Dinh dưỡng, lượng calci tiêu thụ mỗi ngày cho những người ở độ tuổi 0–5 tháng không nên vượt quá 1000 mg/ngày: đối với những người ở độ tuổi 6–11 tháng thì không vượt quá 1500 mg/ngày; đối với những người ở độ tuổi 1–7 tuổi thì không vượt quá 2500 mg/ngày; đối với những người ở độ tuổi 8–19 tuổi thì không vượt quá 3000 mg/ngày; đối với những người từ 20–49 tuổi thì không vượt quá 2500 mg/ngày; đối với lứa tuổi từ 50 trở lên thì không vượt quá 2000 mg/ngày. Cơ quan An toàn thực phẩm Châu Âu (EFSA) đề xuất giới hạn tiêu thụ tối đa cho tất cả người lớn là 2500 mg/ngày, nhưng không đặt giới hạn tiêu thụ tối đa cho trẻ em và trẻ vị thành niên do không có đủ thông tin về tác dụng phụ của calci đối với nhóm tuổi này.

## Vai trò sinh học và bệnh lý

Lượng calci tiêu thụ toàn cầu ở người lớn (mg/ngày).
<400
400–500
500–600
600–700
700–800
800–900
900–1000
>1000

| Độ tuổi           | Hàm lượng calci (mg/ngày) | Hàm lượng calci (mg/ngày) |
| ----------------- | ------------------------- | ------------------------- |
| Độ tuổi           | Nam                       | Nữ                        |
| 0–5 tháng         | 300                       | 300                       |
| 6–11 tháng        | 400                       | 400                       |
| 1–2 tuổi          | 500                       | 500                       |
| 3–5 tuổi          | 600                       | 600                       |
| 6–7 tuổi          | 650                       | 650                       |
| 8–9 tuổi          | 700                       | 700                       |
| 10–19 tuổi        | 1000                      | 1000                      |
| 20–49 tuổi        | 800                       | 800                       |
| 50–69 tuổi        | 800                       | 900                       |
| ≥ 70 tuổi         | 1000                      | 1000                      |
| Phụ nữ mang thai  | –                         | 1200                      |
| Phụ nữ cho con bú | –                         | 1300                      |

### Chức năng
Calci là nguyên tố thiết yếu cho sự sống và là một chất khoáng đa lượng. Trong cơ thể thì gần 99% lượng calci nằm ở xương và răng; 1% còn lại nằm trong máu và mô mềm. Trong máu, khoảng một nửa lượng calci trong huyết tương tồn tại ở dạng ion hóa tự do và sẵn có trong cơ thể. Phần lớn lượng calci còn lại liên kết với albumin và globulin; và ít hơn 10% tạo phức thành phosphat, citrat và các anion khác. Ion Ca2+ đóng vai trò là một chất điện giải và rất quan trọng đối với sức khỏe của hệ cơ, tuần hoàn và tiêu hóa; nó không thể thiếu trong quá trình tạo xương ở dạng hydroxyapatit; và nó hỗ trợ việc tổng hợp và hoạt động của các tế bào máu. Ví dụ, nó điều chỉnh sự co cơ, dẫn truyền thần kinh và đông máu. Chính vì vậy, mức calci trong động vật có vú cần phải được kiểm soát chặt. Calci có thể làm vậy bởi vì ion Ca2+ tạo thành phức chất ổn định với nhiều hợp chất hữu cơ, đặc biệt là với protein; nó cũng tạo ra những hợp chất với độ hoà tan đa dạng, cho phép sự hình thành xương. Cơ thể cần Vitamin D để hấp thụ calci và duy trì hệ xương và răng

### Tạo liên kết
Ion calci có thể tạp phức protein thông qua các cơ chế sau:
1. Cơ chế 1: Liên kết với các nhóm carboxyl trong acid glutamic hoặc acid aspartic
2. Cơ chế 2: Tương tác với serine, tyrosine hoặc threonine phosphoryl hóa;
3. Cơ chế 3: Tạo phức chelat với gốc amino acid γ-carboxyl hóa.

Trypsin, một loại enzyme tiêu hóa, tạo phức với ion calci bằng cơ chế 1; osteocalcin, một loại protein xương, thì ion calci tạo phức theo cơ chế 3.
Một số chất nền protein của xương khác như osteopontin và sialoprotein của xương sử dụng cả cơ chế 1 và cơ chế 2. Có nhiều enzyme được hoạt hóa bằng cách liên kết với calci; một số enzyme khác được hoạt hóa bằng cách liên kết không cộng hóa trị (noncovalent bonding) với các enzyme liên kết trực tiếp với calci. Calci cũng liên kết với lớp phospholipid của màng tế bào, neo các protein liên kết với bề mặt tế bào.

### Độ hòa tan
Monocalci phosphat tan rất tốt trong nước, 85% lượng calci ngoại bào là ở dạng dicalci phosphat với độ hòa tan 2,00 mM, còn hydroxyapatit của xương trong chất nền hữu cơ là tricalci phosphat có độ hòa tan là 1000 μM.

### Dinh dưỡng
Calci là thành phần phổ biến trong các chế phẩm bổ sung vitamin tổng hợp, nhưng thành phần calci trong thực phẩm chức năng khi tạo phức có thể ảnh hưởng đến sinh khả dụng của nó, thay đổi tùy theo độ hòa tan của muối liên quan: calci citrat, calci malat và calci lactat có tính khả dụng sinh học cao, trong khi calci oxalat thì thấp hơn. Các chế phẩm calci khác bao gồm calci carbonat, calci citrat malat và calci gluconat. Ruột hấp thụ khoảng một phần ba lượng calci ăn vào dưới dạng ion tự do, và thận sau đó có vai trò điều chỉnh nồng độ calci trong huyết tương.

### Điều hòa hormone hình thành xương và nồng độ calci huyết thanh
Hormone tuyến cận giáp (PTH) và vitamin D thúc đẩy sự hình thành xương bằng cách cho phép và tăng cường sự lắng đọng ion calci ở đó, từ đó quá trình luân chuyển xương diễn ra nhanh chóng mà không ảnh hưởng đến khối lượng hay hàm lượng khoáng chất của xương. Khi nồng độ calci huyết tương giảm, các thụ thể trên bề mặt tế bào của tuyến cận giáp được kích thích, dẫn đến việc tiết hormone tuyến cận giáp; PTH tiến hành kích thích sự xâm nhập của calci vào nguồn huyết tương bằng cách lấy nó từ các tế bào thận, ruột và xương nhất định, với hoạt động tạo xương của hormone tuyến cận giáp bị đối kháng bởi calcitonin, khi sự bài tiết calcitonin tăng lên cùng với nồng độ calci trong huyết tương.

### Nồng độ huyết thanh bất thường
Hấp thụ quá nhiều calci có thể gây tăng calci máu. Tuy nhiên, do ruột hấp thu calci kém hiệu quả nên calci huyết thanh cao có nhiều khả năng là do cơ thể tiết ra quá nhiều hormone tuyến cận giáp (PTH) hoặc do hấp thụ quá nhiều vitamin D, cả hai đều tạo điều kiện cho việc hấp thụ calci. Những tình trạng này làm muối calci dư thừa tích tụ trong tim, mạch máu hoặc thận. Tăng calci máu gây nên chán ăn, buồn nôn, nôn, giảm trí nhớ, lú lẫn, nhược cơ, đa niệu, mất nước và bệnh chuyển hóa xương.
Tăng calci máu mạn tính thường dẫn đến vôi hóa mô mềm, gây nên các biến chứng. Thật vậy, vôi hóa có thể làm mất tính đàn hồi của thành mạch và làm gián đoạn lưu lượng máu, từ đó làm vỡ mảng xơ vữa bám trên thành mạch và gây huyết khối. Ngược lại, không hấp thụ đủ calci hoặc vitamin D có thể dẫn đến hạ calci máu, thường do bài tiết không đủ hormone tuyến cận giáp hoặc khiếm khuyết về thụ thể PTH trong tế bào. Các triệu chứng hạ calci máu gồm kích thích thần kinh cơ, có khả năng gây ra cơn tetany và rối loạn dẫn truyền điện thế hoạt động của tim.

### Bệnh về xương
Vì calci cần thiết cho sự phát triển của xương nên nhiều bệnh về xương có thể bắt nguồn từ chất nền hữu cơ hoặc hydroxyapatit trong cấu trúc phân tử hoặc tổ chức của xương. Loãng xương là sự sụt giảm thành phần khoáng của xương tính theo từng đơn vị thể tích, và có thể được điều trị bằng cách bổ sung calci, vitamin D và bisphosphonat. Thiếu calci, vitamin D hoặc phosphat có thể dẫn đến bệnh nhuyễn xương.

## An toàn

### Calci kim loại
Vì calci kim loại phản ứng tỏa nhiệt với nước và acid, nên khi tiếp xúc với độ ẩm từ cơ thể sẽ gây ra kích ứng nghiêm trọng.Khi nuốt phải, calci có tác động tương tự đối với miệng, thực quản và dạ dày, đồng thời có thể gây tử vong Tuy nhiên, tác dụng phụ từ việc tiếp xúc lâu dài chưa được biết đến.